# Pennies from Heaven (canción)
«Pennies from Heaven» es una canción popular compuesta por Arthur Johnston con letra de Johnny Burke en 1936 para la película homónima donde era interpretada por Bing Crosby. 
Bing Crosby y la Orquesta de Georgie Stoll grabaron la canción el 24 de julio de 1936 siendo todo un éxito , encabezó las listas musicales durante diez semanas en 1936  y fue incluido en el Salón de la Fama de los Grammy en 2004. Crosby grabó la canción nuevamente para su álbum de 1954 Bing: A Musical Autobiography . 
Fue nominada al premio Óscar a la mejor canción original de dicho año 1936 junto con otras cinco canciones, premio que ganó finalmente la canción The Way You Look Tonight de Jerome Kern que cantaba Fred Astaire en la película Swing Time.